# Christian Sonne
Ole Christian Saxtorph Sonne (21. april 1859 i Møgeltønder – 25. juli 1941 i Pasadena) var en dansk landbrugsminister og formand for Landstinget.
Han var søn af præsten Hans Chr. Sonne. Han sad i Landstinget fra 1902 til 1918. I begyndelsen var han valgt uden for partierne (men i valgforbund med Højre), men tilsluttede sig De Frikonservative i februar 1904. Ved dannelsen af Det Konservative Folkeparti i 1915 tilsluttede han sig dette parti, men forlod det i juni 1917 protest mod fjernelsen af Christian Michael Rottbøll fra Ministeriet Zahle II.
Sonne var kortvarigt landbrugsminister efter Påskekrisen i Ministeriet M.P. Friis. Han var medlem af Landmandsbankens bankråd fra 1917 og indtil bankens sammenbrud 1922.
Han var Kommandør af 1. grad af Dannebrogordenen og fik Fortjenstmedaljen af guld.